# Santa Catarina (municipalité du Cap-Vert)
Pour les articles homonymes, voir Santa Catarina (homonymie).

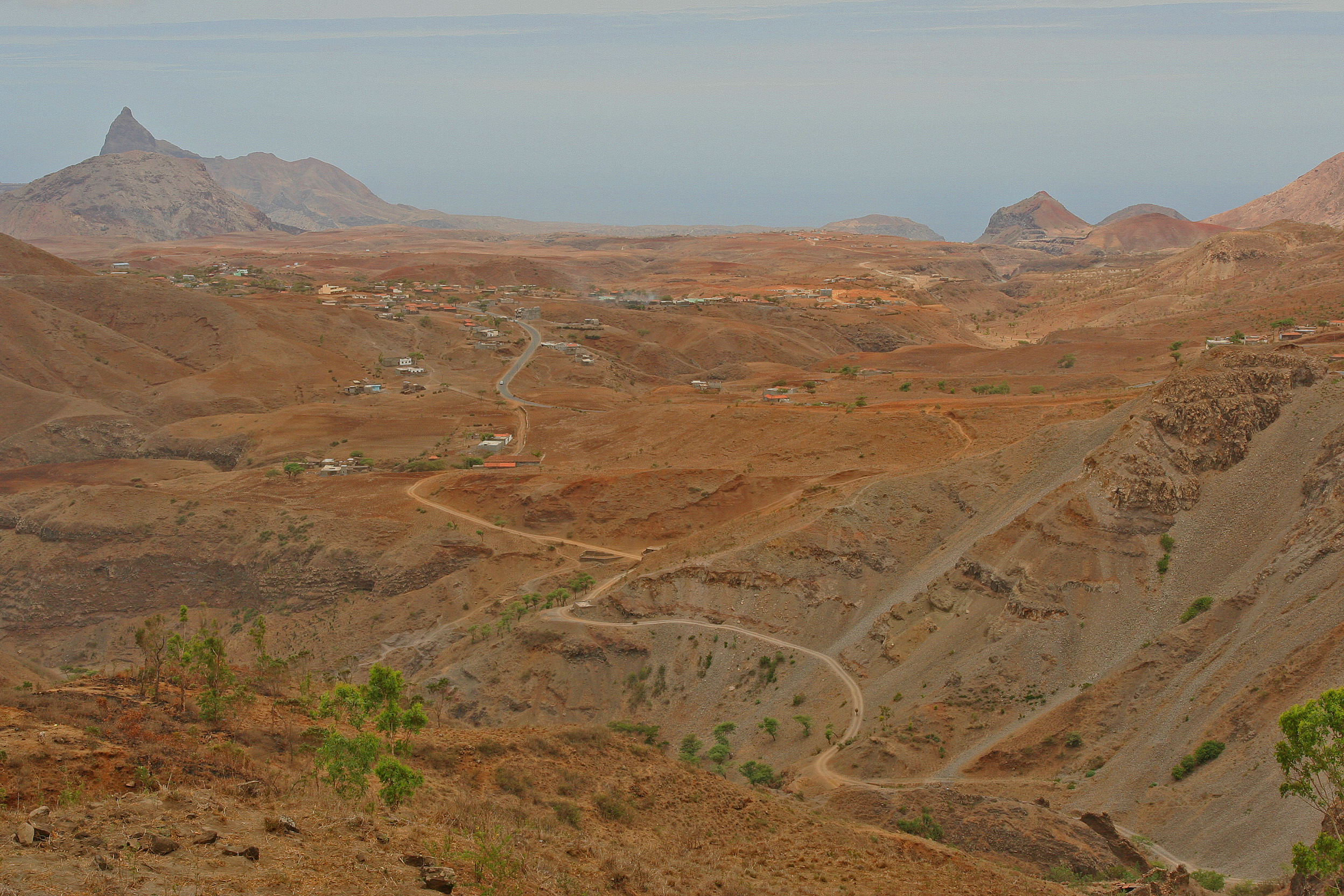
Paysage typique de Santa Catarina.

La municipalité de Santa Catarina est une municipalité (concelho) du Cap-Vert, située au centre-ouest de l'île de Santiago, dans les îles de Sotavento. Son siège se trouve à Assomada, important pôle commercial qui a accédé au statut de ville (cidade) le 13 mai 2001.

## Histoire
Le 14 février 1834, l'administrateur colonial portugais Manuel António Martins, alors gouverneur du Cap-Vert, décide de transférer le siège du concelho de Ribeira Grande (aujourd'hui Cidade Velha) à Picos (Achada Igreja), dans la paroisse (freguesia) de São Salvador do Mundo, donnant ainsi naissance au concelho de Santa Catarina.
À la fin du XIXe siècle, le territoire de Santa Catarina était plus étendu qu'aujourd'hui. La création de la municipalité de Tarrafal (concelho) au nord de l'île en 1917 l'ampute d'une partie de sa superficie. En février 2005, une réforme administrative transforme cinq freguesias en concelhos, dont São Salvador do Mundo qui est détaché de Santa Catarina.

## Population
Lors du recensement de 2010, la municipalité comptait 43 297 habitants.

## Économie
Les principales ressources de Santa Catarina proviennent de l'agriculture, du commerce et du tourisme.

## Tourisme
Par son caractère montagneux, Santa Catarina offre de multiples possibilités de randonnées, notamment dans le massif du Pico da Antónia – le point culminant de Santiago –, ou dans celui de la Serra Malagueta.
Parmi les autres destinations prisées figurent le village côtier d'Achada Leite, la grotte à deux ouvertures d'Águas Belas, le plus gros et le plus ancien fromager (Ceiba pentandra) du pays à Boa Entrada, l'église Santa Catarina do Mato, la maison où Amílcar Cabral, le père de l'indépendance, passa une partie de son enfance, la petite église Nossa Senhora da Graça de Chão de Tanque, les points de vue sur la côte depuis Figueira des Naus ou sur le Monte Tagarrinho et la Ribeira dos Engenhos depuis Palha Carga, la plage et petit village de pêcheurs de Porto Rincão ou encore Ribeira da Barca, le plus grand village de pêcheurs de Santa Catarina, ancien port commercial aujourd'hui apprécié des baigneurs.

## Personnalités liées a la communauté
- Antonio Mascarenhas (1944-2016), président du Cap-Vert de 1991 à 2001
- José Maria Neves (1960-), politicien cap-verdien.
- Maria Martins dos Reis Silva (°1974- ), née à Santa Catarina, athlète de demi-fond internationale, naturalisée française.
- Maria de Fátima Coronel première femme cap-verdienne devenue présidente de la Cour Suprême de ce pays, y a exercé en tant que magistrate[6].